# Jean-Pierre Bonnefoux
Jean-Pierre Bonnefoux (Bourg-en-Bresse, 9 aprile 1943 – Charlottesville, 15 aprile 2025) è stato un ballerino, coreografo e insegnante francese.

## Biografia
A 14 anni Bonnefoux entrò a far parte del Balletto dell'Opéra di Parigi. Sotto la direzione di George Balanchine, Bonnefoux divenne ballerino principale con il New York City Ballet.
Fu due volte Presidente della giuria al Prix de Lausanne (2005 e 2007). Fu anche direttore artistico presso il Charlotte Ballet e la Chautauqua Institution.
Bonnefoux morì negli USA, in Virginia, nel 2025. Aveva da poco compiuto 82 anni.

## Vita privata
Visse a Charlotte, nella Carolina del Nord, assieme alla moglie, la ballerina Patricia McBride, e ai loro due figli, Mélanie e Christopher.